# Арарат (планински масив)
Арарат (на турски: Ağrı Dağı, на арменски: Արարատ и на арменски: Մասիս (Масис), на кюрдски: Çiyayê Agirî) е планински вулканичен масив в Източна Турция, издигащ се в източната част на Арменската планинска земя, на юг от десния бряг на река Аракс (десен приток на Кура), в близост до границите на Армения и Иран. Състои се от два слели се в основите си конуси на угаснали вулкани: Голям Арарат (5165 m) на северозапад и Малък Арарат (3925 m) на югоизток, разделени от Сардар-Булакската седловина. В основата си окръжността на масива има дължина около 130 km. На запад проходът Ченгел (2097 m) го отделя от хребета Агридаг. Целият масив е изграден от кайнозойски базалти. Голям Арарат над 4250 m е зает от вечни снегове и има около 30 малки ледника (най-голям Свети Яков с дължина над 2 km). Склоновете му са пустинни, образувани от изветрели лавови потоци.